# 恐怖の振子

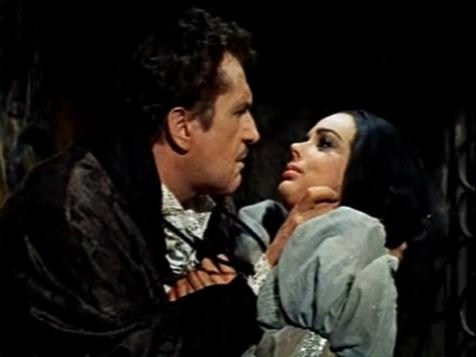
ヴィンセント・プライスとバーバラ・スティール

『恐怖の振子』（きょうふのふりこ、The Pit and the Pendulum）は、1961年に公開されたアメリカ合衆国のホラー映画。エドガー・アラン・ポーの小説『落とし穴と振り子』と『早すぎた埋葬』に触発されたリチャード・マシスンが脚本を担当し、16世紀のスペインを舞台に、姉の不可解な死を調査するため禁断の城を訪れたイギリス人の物語である。監督はロジャー・コーマン。主演はヴィンセント・プライス、バーバラ・スティール、ジョン・カー、ルアナ・アンダース。
『アッシャー家の惨劇』に続いてアメリカン・インターナショナル・ピクチャーズが映画化したエドガー・アラン・ポー作品で、批評と興行が共に成功した作品となった。

## キャスト
※括弧内は日本語吹き替え（テレビ版・初回放送1973年7月21日『土曜映画劇場』）
- ニコラス: ヴィンセント・プライス（家弓家正）
- フランシス・バーナード: ジョン・カー（中田浩二）
- エリザベス: バーバラ・スティール
- カトリーヌ: ルアナ・アンダース
- レオン医師: アントニー・カーボーン